# Decálogo de la propaganda de guerra
El decálogo de la propaganda de guerra corresponde a diez principios (o mandamientos) descubiertos por el político pacifista inglés Arthur Ponsonby en su obra  "La falsedad en tiempo de guerra: Las mentiras de la propaganda de la Primera Guerra Mundial" de 1928 (Falsehood in Wartime: Propaganda Lies of the First World War (1928)) en la cual expone cómo las naciones beligerantes aprendieron a mentir no sólo al enemigo sino a sus propias poblaciones para hacer de la guerra una causa justificada. Durante las siguientes guerras del siglo XX y XXI se ha visto la vigencia de dicha obra.

## Decálogo
1. “Nosotros no queremos la guerra”.
2. “El enemigo es el único responsable de la guerra”.
3. “El enemigo es un ser execrable”.
4. “Pretendemos nobles fines”.
5. “El enemigo comete atrocidades voluntariamente. Lo nuestro son errores involuntarios”.
6. “El enemigo utiliza armas no autorizadas”.
7. “Nosotros sufrimos pocas pérdidas. Las del enemigo son enormes”.
8. “Los artistas e intelectuales apoyan nuestra causa”.
9. “Nuestra causa tiene un carácter sagrado, divino, o sublime”.
10. “Los que ponen en duda la propaganda de guerra son unos traidores”.